# Cratere Delia
Delia è un cratere lunare di 1,57 km situato nella parte sud-occidentale della faccia visibile della Luna.